# Distenia langurioides
Distenia langurioides là một loài bọ cánh cứng trong họ Cerambycidae.